# Тайна Вильгельма Шторица
«Та́йна Вильге́льма Што́рица» (фр. Le Secret de Wilhem Storitz) — мистический роман французского писателя Жюля Верна. Издан Этцелем в 1910 году. Это последний манускрипт, отправленный писателем Этцелю для печати.

## История
Набросок сюжета сделан Верном в 1897 году, вероятно, под влиянием «Человека-Невидимки» Герберта Уэллса. В 1901 году Жюль Верн подкорректировал и оформил произведение. Писатель долго колебался, прежде чем предоставить рукопись к публикации. Наконец, отправив роман Этцелю, Верн предлагал озаглавить его «Невеста невидимки». 24 марта писатель скончался, и рукопись осталась у издателя.
Сын писателя Мишель Верн внёс в роман свои корректировки. По запросу Этцеля, было изменено время действия — из XIX века события перенесены на век раньше, изменена концовка произведения (Мира становится видимой после родов).
С 1996 года первоначальная версия Жюля Верна доступна для читателей.

## Сюжет
Книга разбита на 19 глав.
Весной 1857 года в вымышленном венгерском городе Рагз должна состояться свадьба Марка Видаля и Миры Родерих. Но неожиданно Мира получает угрожающее письмо от Вильгельма Шторица, отвергнутого ей поклонника. Железнодорожный инженер Анри Видаль едет по приглашению к своему брату, пересекая Дунай на корабле «Доротея».
В Венгрии отец девушки профессор Родерик сообщает, что Шториц приходил к нему с повторным предложением о браке и вновь получил отказ.
На праздничном приёме гостей напугали «Песня ненависти» на немецком языке, разорванный договор и летающий в воздухе венок невесты. Начальник местной полиции виновным объявил Шторица. Обыск в его доме не выявил доказательств вины. Внимание привлекли лишь венок и синий пузырёк с жёлтой жидкостью.
Спустя пару дней Мира и Марк после всех происшествий решили отпраздновать свадьбу. 1 июня, незадолго до свадьбы пугающий голос сильно напугал Миру. Разъярённая толпа, не внемля предупреждениям полиции, спалила дом Шторица, которого посчитала главным злодеем.
Позже Анри и Степарк на прогулке услышали разговор Шторица со своим слугой Германом. Они были невидимыми. Попытка схватить Шторица не удалась, а по возвращении домой стало известно, что Мира пропала. День спустя брат Миры нашёл Шторица и ранил его в борьбе. Проступившая кровь дала возможность видеть невидимку. Германа обнаружили позже мёртвым в саду. Он скончался от сердечной недостаточности и теперь видим.
К своему удивлению, герои обнаружили Миру в постели. Она не была похищена, но была невидима. Так как Вильгельм Шториц умер, унеся секрет противоядия, Мира навсегда осталась невидимой.

## Публикации
- Первое издание в 1910 году.
- Первое издание на русском языке: «Ж. Верн. Полное собрание сочинений» т. I, М.: Изд. И. Д. Сытина (Приложение к журналу «Вокруг света» за 1917 г.), стр. 455—560, Е. Н. Киселёв (Проклятая тайна).
- В дальнейшем был опубликован и первоначальный (авторский) вариант романа под названием «La fiancee invisible». На русский язык этот вариант впервые переведен издательством «Ладомир» и опубликован в серии «Неизвестный Жюль Верн», в 2000 году[4].

## Факты
- Роман был написан Жюлем Верном около 1898 года, под влиянием «Человека-Невидимки» Герберта Уэллса, но был отложен. Уже после смерти писателя его сын Мишель по указаниям издателя основательно отредактировал и доработал рукопись, найденную в архиве.